# Italie au Concours Eurovision de la chanson 1989
L'Italie a participé au Concours Eurovision de la chanson 1989 le 6 mai à Lausanne, en Suisse. C'est la 31e participation de l'Italie au Concours Eurovision de la chanson.
Le pays est représenté par le duo Anna Oxa et Fausto Leali et la chanson Avrei voluto (en), sélectionnés en interne par la RAI.

## Sélection
Le radiodiffuseur italien, la Radiotelevisione Italiana (RAI, Radio-télévision italienne), choisit l'artiste et la chanson en interne pour représenter l'Italie au Concours Eurovision de la chanson 1989.
| Artiste                  | Chanson           | Langue  | Traduction     |
| ------------------------ | ----------------- | ------- | -------------- |
| Anna Oxa et Fausto Leali | Avrei voluto (en) | Italien | J'aurais voulu |

Lors de cette sélection, c'est la chanson Avrei voluto, interprétée par Anna Oxa et Fausto Leali, qui fut choisie pour représenter l'Italie à l'Eurovision 1989. 
Le chef d'orchestre sélectionné pour l'Italie à l'Eurovision 1989 est Mario Natale.

## À l'Eurovision

### Points attribués par l'Italie
| 12 points | Autriche    |
| 10 points | Pays-Bas    |
| 8 points  | Espagne     |
| 7 points  | Allemagne   |
| 6 points  | Royaume-Uni |
| 5 points  | Danemark    |
| 4 points  | Suisse      |
| 3 points  | France      |
| 2 points  | Chypre      |
| 1 point   | Israël      |

### Points attribués à l'Italie
| 12 points | 10 points  | 8 points      | 7 points               | 6 points |
| --------- | ---------- | ------------- | ---------------------- | -------- |
| - Espagne | - Finlande | - Yougoslavie | - Allemagne - Portugal | - Chypre |
| 5 points  | 4 points   | 3 points      | 2 points               | 1 point  |
|           | - Grèce    |               | - Suisse               |          |

Anna Oxa et Fausto Leali interprètent Avrei voluto en première position, précédant Israël. À la fin du vote, l'Italie termine 9e sur 22 pays, ayant reçu 56 points au total,.